# Stereocamera

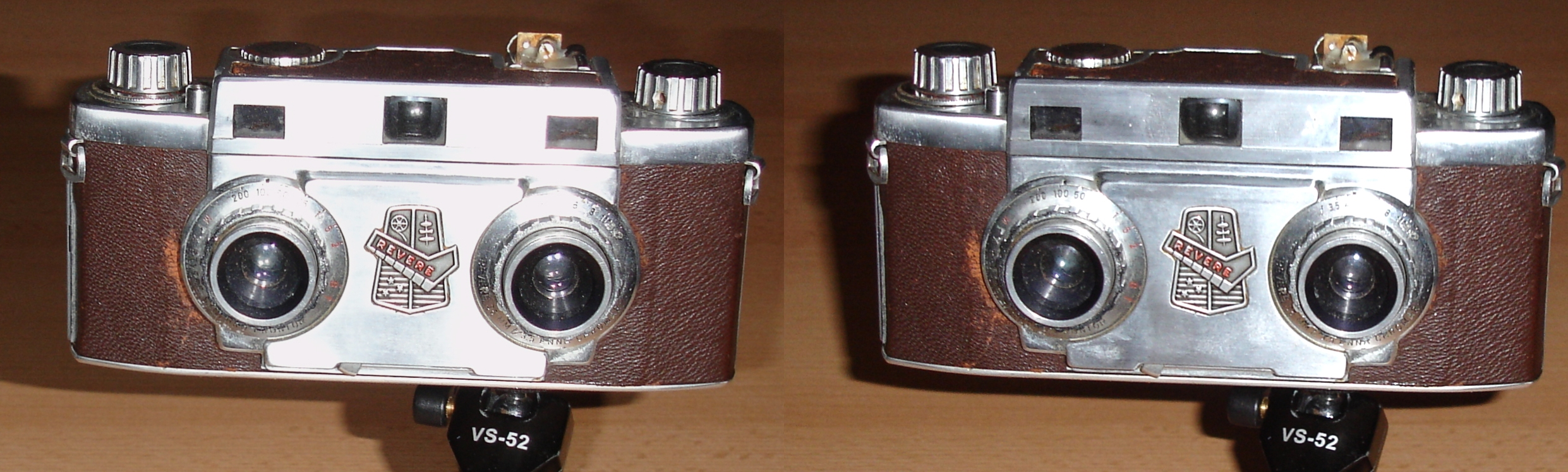
De Revere-camera voor stereo-fotografie (USA ca. 1951). Dit is een stereofoto van een stereocamera.

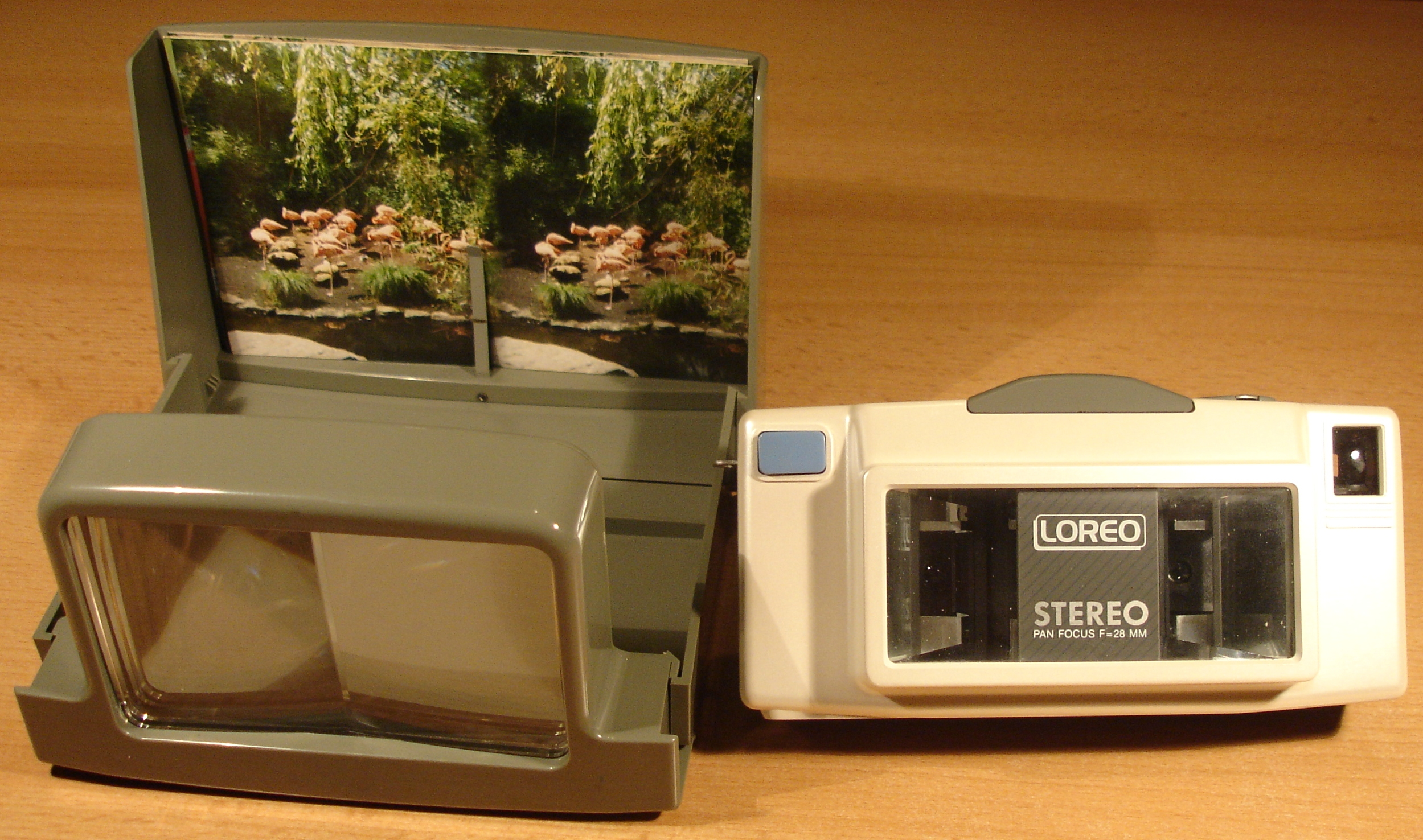
De foto's uit deze Loreo-camera (rechts) kunnen zonder montage in de bijbehorende stereoscoop (links) worden bekeken.

Een stereocamera is een camera voor het maken van stereofoto's. Een dergelijke camera maakt tegelijk twee foto's vanaf een iets verschillend standpunt.

## Analoge stereocamera's
In de loop der tijd zijn er veel verschillende stereocamera's gemaakt. De eerste dateren uit de jaren 70 van de negentiende eeuw. Daarna is stereofotografie diverse keren kortstondig populair geweest: rond 1900 en in de jaren 50 van de twintigste eeuw. De bekendste camera's uit die laatste periode zijn de Realist en de Viewmaster-camera's, die geregeld tweedehands te koop worden aangeboden. Tegenwoordig worden er nog goedkope analoge stereocamera's gemaakt door de firma Loreo. Dit bedrijf maakt ook 3D-lenzen voor spiegelreflexcamera's. Kenmerkend voor de Loreo is dat de linker- en rechterhelft van ieder beeld via een constructie met twee prisma's naast elkaar op een enkel beeld van een 35mm-film worden geprojecteerd. De afdrukken hebben een normaal 1:3-formaat en kunnen in een simpel viewertje worden geplaatst, waarin een stereobeeld met een verhouding van iets minder dan 3:2 zichtbaar wordt.

## Indeling van de film in het toestel
Een echte stereocamera bevat maar één film. Er zijn verschillende systemen:
| Voorbeeld van duplex-film                       | Duplex. Deze camera werkt met een rolfilm van 6 cm. De film loopt verticaal door de camera en de beeldjes komen naast elkaar op de film. Het resultaat is erg overzichtelijk. De basis (afstand tussen de objectieven) is slechts 3 cm. |
| Voorbeeld van 35mm film van 5 perforaties breed | Realist. Deze camera werkt met gewone 35 mm kleinbeeldfilm. Een beeldje is 5 perforaties breed, zodat de opnamen vrijwel vierkant zijn. Tussen twee opnamen wordt de film 10 perforaties getransporteerd. Tussen twee bijeenbehorende beeldjes bevinden zich twee beeldjes die bij een ander paar behoren. Aan het begin en aan het einde gaat een beeldje verloren. |
| Voorbeeld van 'viewmaster' film                 | De View-Master Personal Stereo Camera gebruikt hetzelfde systeem, maar dan met een beeldbreedte van slechts 4 perforaties). Slechts de helft van de film wordt gebruikt (in de afbeelding nummers 1, 2, 3..). Na afloop wordt de film teruggespoeld en de optiek omlaag geschoven om de andere helft te belichten (nummers 101, 102, 103...). |
| Voorbeeld van 'viewmaster' film                 | Bij een andere View-Master-camera loopt de film schuin door het toestel. De rechter opname komt op de bovenste helft en de linker op de onderste helft van de film. |
| Voorbeeld van 35mm film van 7 perforaties breed | Belplasca. Deze camera werkt eveneens met gewone 35 mm kleinbeeldfilm. Een beeldje is 7 perforaties breed. Tussen twee opnamen wordt de film beurtelings 7 en 21 perforaties getransporteerd. Tussen twee bijeenbehorende beeldjes bevindt zich een beeldje dat bij een ander paar hoort. Bij dit systeem is het mogelijk de film door te snijden zonder dat stereoparen gescheiden worden. Een filmstrookje met vier beeldjes (twee stereoparen) wordt Dutch quad genoemd. Het kan met een daarvoor geschikte projector geprojecteerd worden en dan zijn er geen montageproblemen. Een Dutch quad is niet bruikbaar in een normale stereoscoop doordat de beeldjes verwisseld zijn. |

## Zelfbouw
Een stereocamera kan zelf gemaakt worden door twee identieke camera's naast elkaar op een plankje te monteren. Komen er bewegende objecten in beeld, dan moet ervoor gezorgd worden dat beide camera's goed gesynchroniseerd zijn. Deze methode heeft het bijkomende voordeel dat de basis (afstand tussen de toestellen) gemakkelijk veranderd kan worden.
| Stereocamera gemaakt door knutselaar   | Links ziet u de voor- en achterkant van een camera die een knutselaar heeft gemaakt door twee spiegelreflexcamera's samen te bouwen. Dit is zeer specialistisch werk. Rondom de objectieven zijn tandwielen gelijmd, en midden onder de objectieven bevindt zich een reeks tandwielen, zodat de objectieven gelijktijdig worden ingesteld. De camera heeft twee zoekers, dus een stereoscopische zoeker, maar de separatie daartussen is wat te veel voor mensen met een normale oogafstand. Deze camera maakt opnames op het normale kleinbeeldformaat (24 x 36 mm, 8 perforaties). Het transport is volgens het Belplascasysteem, maar dan met 8 perforaties per opname. De gebruiker moet er zelf op letten dat hij goed transporteert: beurtelings een keer (8 p.) en drie keer (24 p.). Om dat mogelijk te maken is de beveiliging tegen dubbel transporteren onklaar gemaakt. Bij de montage van de foto's uit deze camera gaat er altijd wat beeldmateriaal verloren. Een gewoon diaraampje van 24 x 36 mm is eigenlijk te breed. |
| Stereocamera van 2 digitale camera's   | Dit toestel is gemaakt door twee digitale camera's samen te bouwen. Een elektrische koppeling zorgt ervoor dat de toestellen synchroon werken. De camera's kunnen in het frame iets verschoven worden zodat de basis variabel is. Desgewenst kunnen ze zelfs met een verlengsnoer apart worden opgesteld. |
| Zelfgemaakte camera van 2 klapcamera's | Deze camera is zelfgemaakt door twee identieke klapcamera's samen te bouwen. |

## Digitale stereocamera's
Fujifilm heeft in 2009 de Finepix Real 3D W1 digitale stereocamera met twee sensors van 10 megapixels ontwikkeld. Hierbij hoort de Fuji Real 3D V1 viewer met een scherm van 8 inch. Het bijzondere is dat het schermpje achter op de camera en de viewer zonder een stereobril bekeken kunnen worden. Fuji maakt namelijk gebruik van een lenticulair geribbeld schermpje zoals we dat kennen van de ribbel ansichtkaarten. 

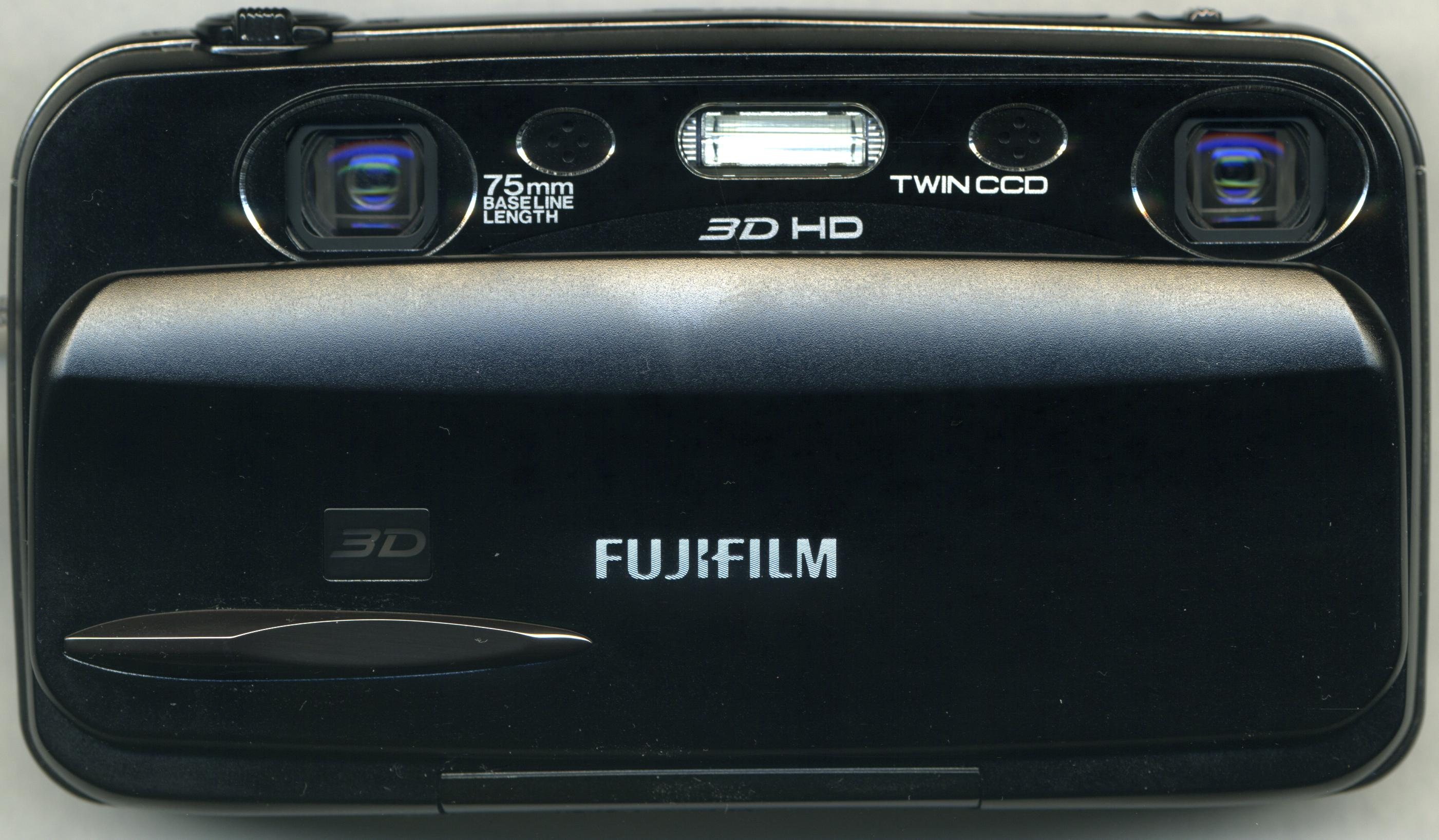
Fujifilm Finepix Real 3D W3

De opvolger van bovenvermelde camera is de Finepix Real 3D W3, die eind 2010 op de markt kwam. Enkele eerdere tekortkomingen zijn bij deze camera opgelost. Het schermpje is groter dan van zijn voorganger maar werkt volgens hetzelfde principe. Een camera van dit type is in 2012 aan boord van het internationale ruimtestation ISS gebruikt.
Beide camera's make opnames met de multipicture-indeling (mpo). De afbeeldingen van de linker- en rechtersensor worden hierin als JPEG-bestanden in een enkel bestand opgeslagen en kunnen natuurlijk worden omgezet naar andere indelingen. Ook kunnen de afzonderlijke beelden in JPEG-indeling worden opgeslagen.
Er zijn in 2014 nog geen andere bekende fabrikanten overgegaan tot het produceren van digitale stereocamera's. Wel is de functionaliteit van een stereocamera ingebouwd in de Nintendo 3DS, waarmee stereofoto's en -films gemaakt kunnen worden.

## 3D lenzen

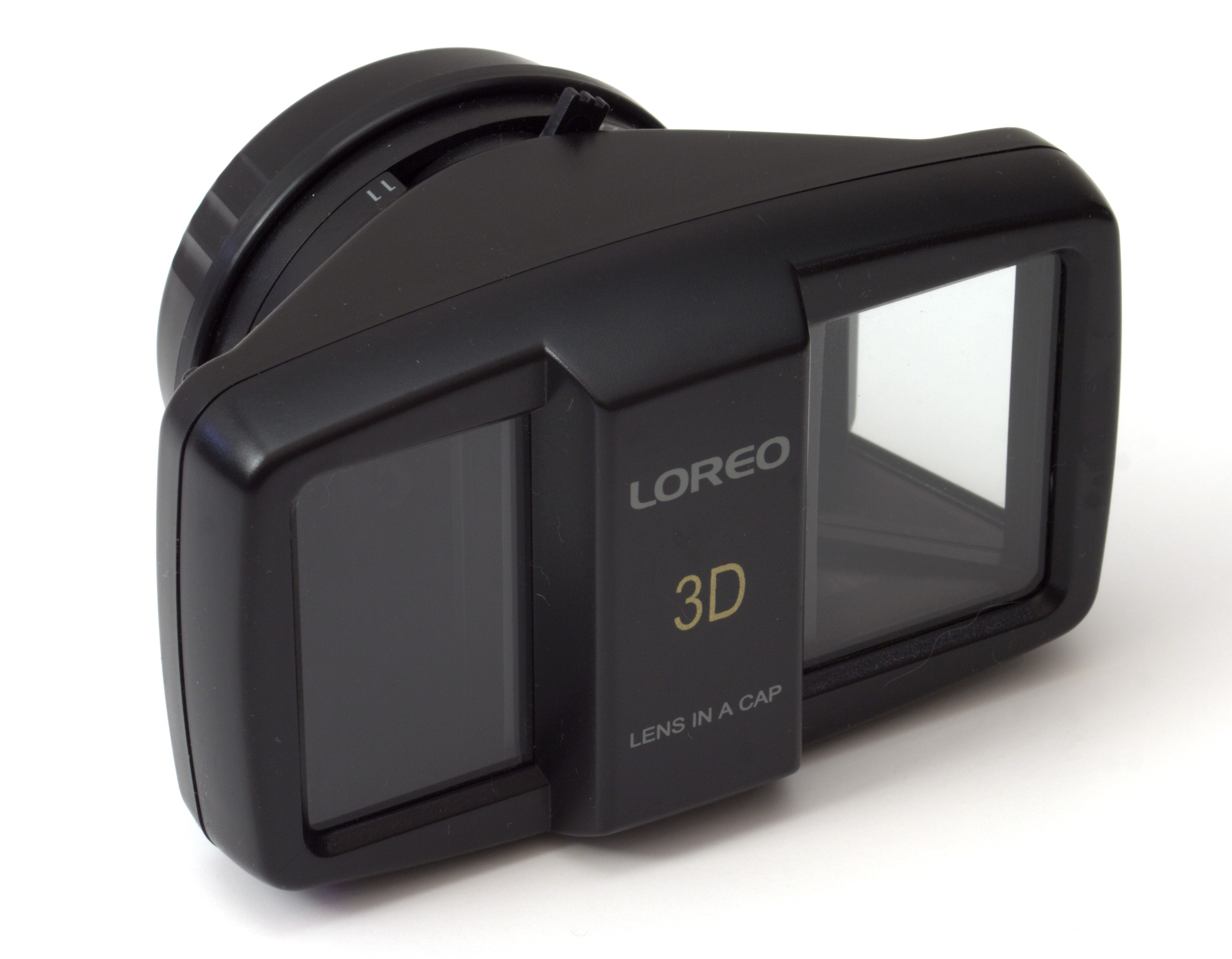
Voorbeeld van een 3D-lens

Voor spiegelreflexcamera's van onder andere Canon en Nikon worden 3D-lenzen vervaardigd. Met een dergelijke lens maak je van een normale camera een stereocamera. Het beeld wordt in twee delen gedeeld en een afdruk of een schermafbeelding op een computer is te bekijken met een eenvoudige viewer. Een van de fabrikanten van 3D-lenzen is de firma Loreo. Een nadeel is dat deze lenzen meestal voorzien zijn van een erg eenvoudige optiek en dat ze geen automatische instelmogelijkheden hebben.